# 有馬線
有馬線（ありません）は、かつて兵庫県有馬郡三輪町（現：三田市）の三田駅から同郡有馬町（現神戸市北区）の有馬駅までを結んでいた鉄道省（省線）の鉄道路線である。太平洋戦争中の1943年に不要不急線として休止（事実上廃止）された。古くからの温泉街である有馬温泉に初めて乗り入れた鉄道である。

## 路線データ
- 路線距離（営業キロ）：12.2 km
- 軌間：1,067 mm
- 駅数：5駅（起終点駅含む）
- 複線区間：全線単線
- 電化区間：全線非電化

## 運行状況
基本的に線内の折り返しで運転されていたが、1940年（昭和15年）のダイヤでは大阪駅から福知山線を通り三田駅から有馬線に乗り入れて有馬駅まで直通運転する列車が1往復運行されていた。下りは大阪17時19分発→有馬19時17分着、上りは有馬10時26分発→大阪12時18分着で、上下とも小浜駅発着の列車に大阪駅 - 三田駅間で併結されていた。
- 1916年頃
  - 列車本数：全区間6往復
  - 所要時間：全区間35 - 40分
- 1934年12月改正時
  - 列車本数：全区間7往復
  - 所要時間：全区間28 - 37分

## 歴史

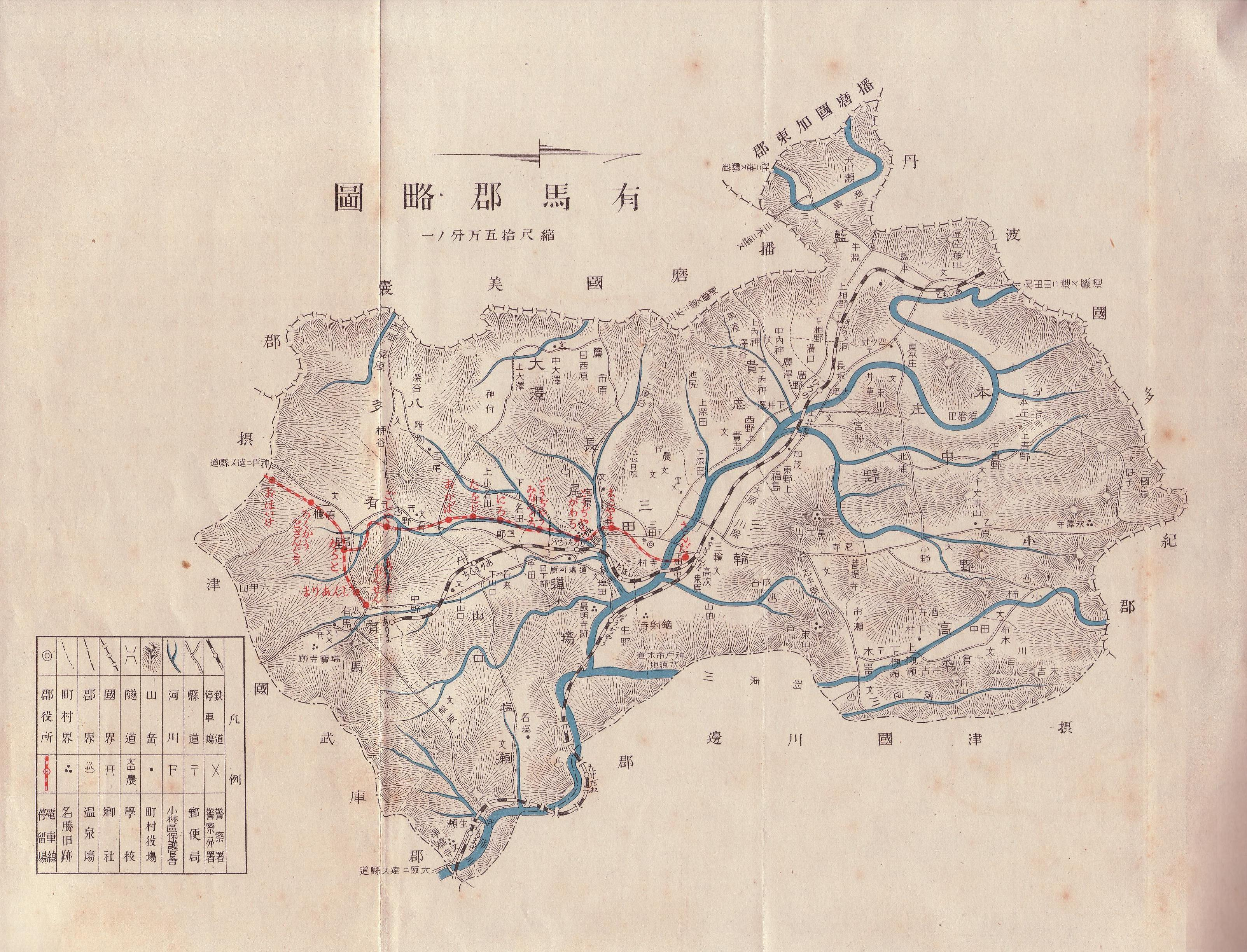
福知山線及び有馬線が掲載されている「有馬郡全図」 出典:有馬郡誌

有馬線は、有馬鉄道によって建設された。もとは1907年に三田町-有馬町間の軌道敷設特許状を有馬電気軌道発起人山脇延吉らが取得していたが実現できなかった。やがて1913年軽便鉄道として鉄道敷設免許を申請することになり1914年有馬鉄道に対し免許状が下付されることになった。1915年4月16日に開業と同時に鉄道院（鉄道省の前身）が借り上げ、国有鉄道線と同様の運営が行われた。1919年に正式に国有化され有馬軽便線となった。なお、有馬線を手放した有馬鉄道の山脇延吉らは、神戸と有馬・三田を結ぶ鉄道事業に着手し、神戸有馬電気鉄道（現：神戸電鉄）を開業させた。
1928年、三田駅 - 唐櫃駅（からとえき、現：有馬口駅）間に神戸有馬電気鉄道の三田線が開業し、唐櫃で乗り換えが生じるものの、三田駅 - 有馬温泉駅間を頻繁運転で結ぶ（1934年12月当時は両線とも28分間隔で運行）ようになると、鉄道省（省線）の有馬線は競争上不利にならざるを得なかった。神戸有馬電気鉄道の有馬温泉駅が温泉街に近い場所に位置していたのに対し、省線の有馬駅は町外れに位置していたのも、省線有馬線には不利な条件であった。
1943年、太平洋戦争が激しくなると、神戸有馬電気鉄道と並行していることや、温泉地への行楽路線であることもあって、不要不急線として運行休止となり、鉄道施設等は撤去され、篠山で産出する製鉄用のマンガンなどの軍需物資輸送を目的に敷設が計画された、省線篠山線（1972年廃止）に転用された。その後、運転が再開されることなく、事実上廃止状態のまま現在に至る。

### 年表
- 1907年（明治40年）4月12日[3]：有馬電気軌道に対し軌道特許状下付（有馬郡三輪村ノ内高次村-同郡有馬町字峠堂間 動力電気 軌間1,435 mm）[4]
- 1914年（大正3年）2月17日：有馬鉄道（発起人総代片岡直温）に対し鉄道免許状下付（有馬郡三田町-同郡有馬町間）[5]
- 1914年（大正3年）7月：有馬鉄道（代取山脇延吉）が設立[6][7]
- 1915年（大正4年）4月16日：三田駅 - 有馬駅間（7.6 M≒12.23 km）が開業し、同時に鉄道院が借り上げ[8]（借用料は1カ年2万3000円[9]）。
- 1919年（大正8年）3月31日：有馬鉄道が国有化され（買収価額38万4772円35銭、公債交付券額面43万4800円[10]）、有馬軽便線になる[11]。有馬鉄道株式会社解散[12]
- 1922年（大正11年）9月2日：有馬線に改称[13]。
- 1930年（昭和5年）4月1日：マイル表示からメートル表示に変更（7.6 M→12.2 km）。
- 1943年（昭和18年）7月1日：全線休止。その後は復活することもなく事実上廃止。

## 駅一覧
カッコ内は起点からの営業キロ。

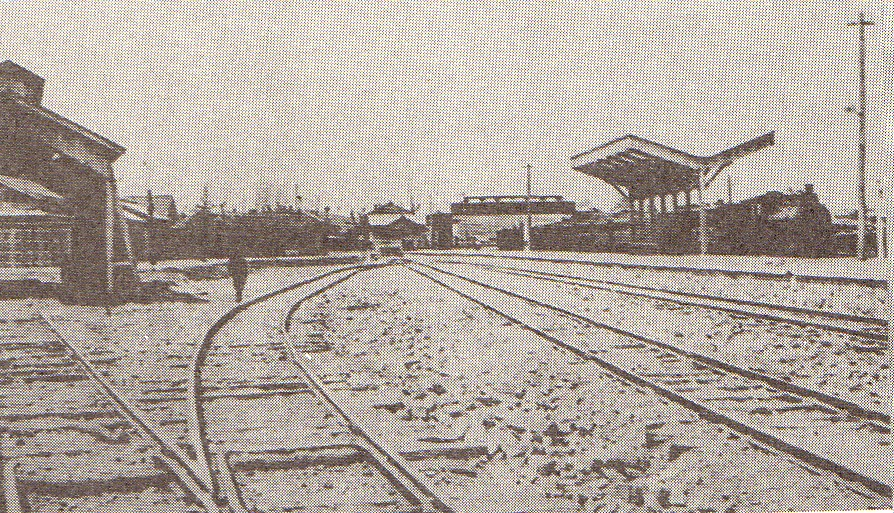
有馬線開業後の三田駅、右側が福知山線、左側が有馬線

三田駅 (0.0) - 塩田駅 (2.3) - 新道場駅 (4.4) - 有馬口駅 (8.1) - 有馬駅 (12.2)

## 接続路線
- 三田駅：福知山線・神戸有馬電気鉄道三田線（現在の神戸電鉄三田線）
- 有馬駅と神戸有馬電気鉄道有馬線（現在の神戸電鉄有馬線）有馬温泉駅との間は、数百メートルほど離れていた。

## 廃線跡の現状
1964年には、日本国有鉄道から芦有ドライブウェイを運営する芦有開発（株）に、三田駅 - 有馬駅間の有馬線廃線敷地4万坪が払い下げられた。これは、当時の六甲横断開発道路（仮称）が有馬から三田市に抜ける計画を有していたためである。芦有開発は、1965年から神戸市・西宮市・三田市の各市へ売却を進めたほか、日本道路公団から一部を買収したいとの申し出を受けて、1971年に各市に売却した。
三田駅から道場方面へ廃線跡が福知山線と並んで続いていたが、福知山線の複線化用地に転用された。しかし福知山線と分岐するあたりは田畑の区割り形状が明らかに異なっているため、複線化後の現在でも車窓から確認することが出来る。西宮市内の廃線跡は払下げののち生活道路や西宮北IC、県道98号バイパスの建設に転用されている。
現在では神鉄道場駅から道場方向に向かった地点や、二郎駅付近から西宮北ICにかけての築堤、および、西宮市山口町中野から有馬駅跡（有馬病院付近）にかけて廃線跡が残っている。

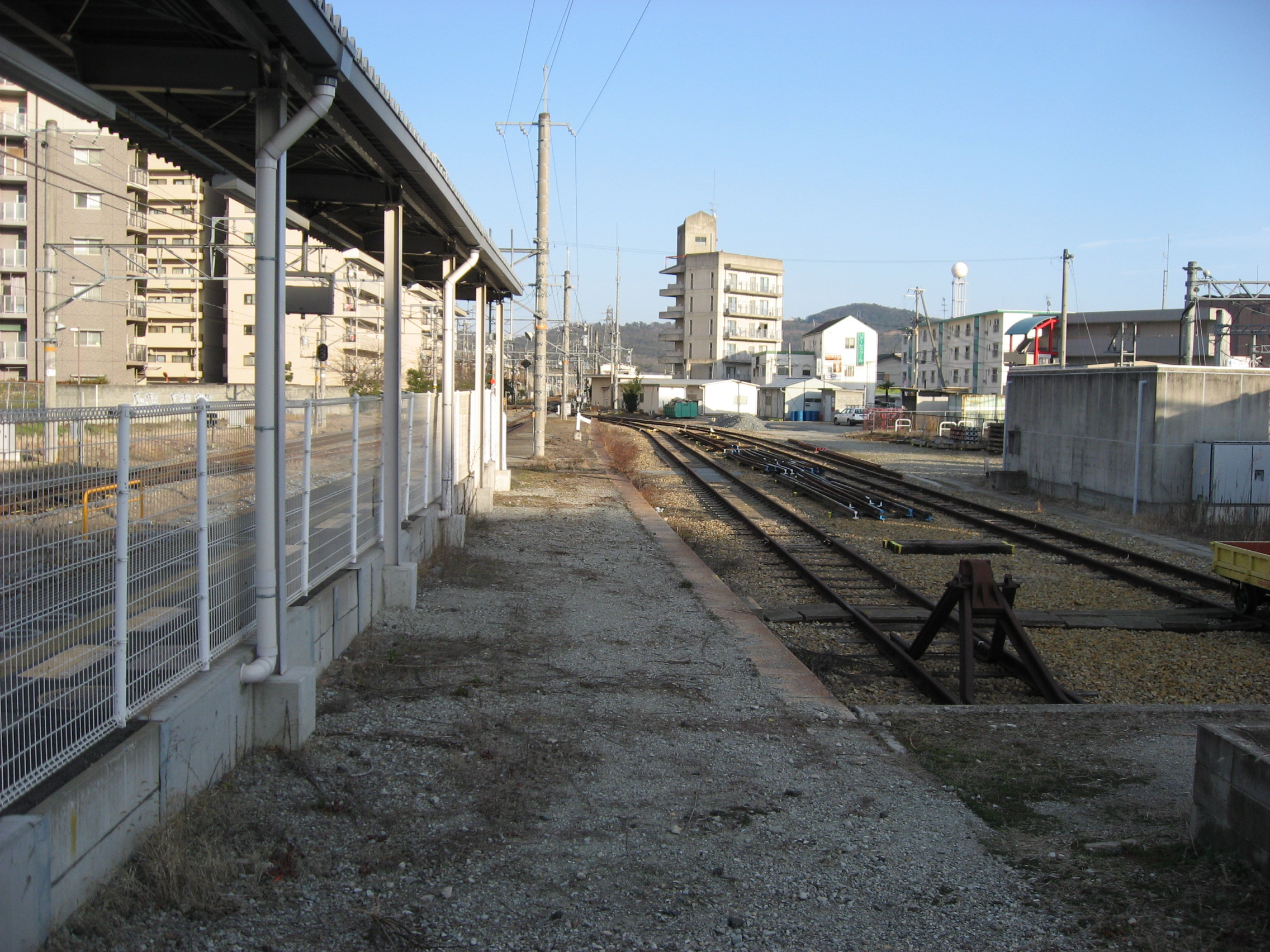
三田駅に残る有馬線ホーム跡
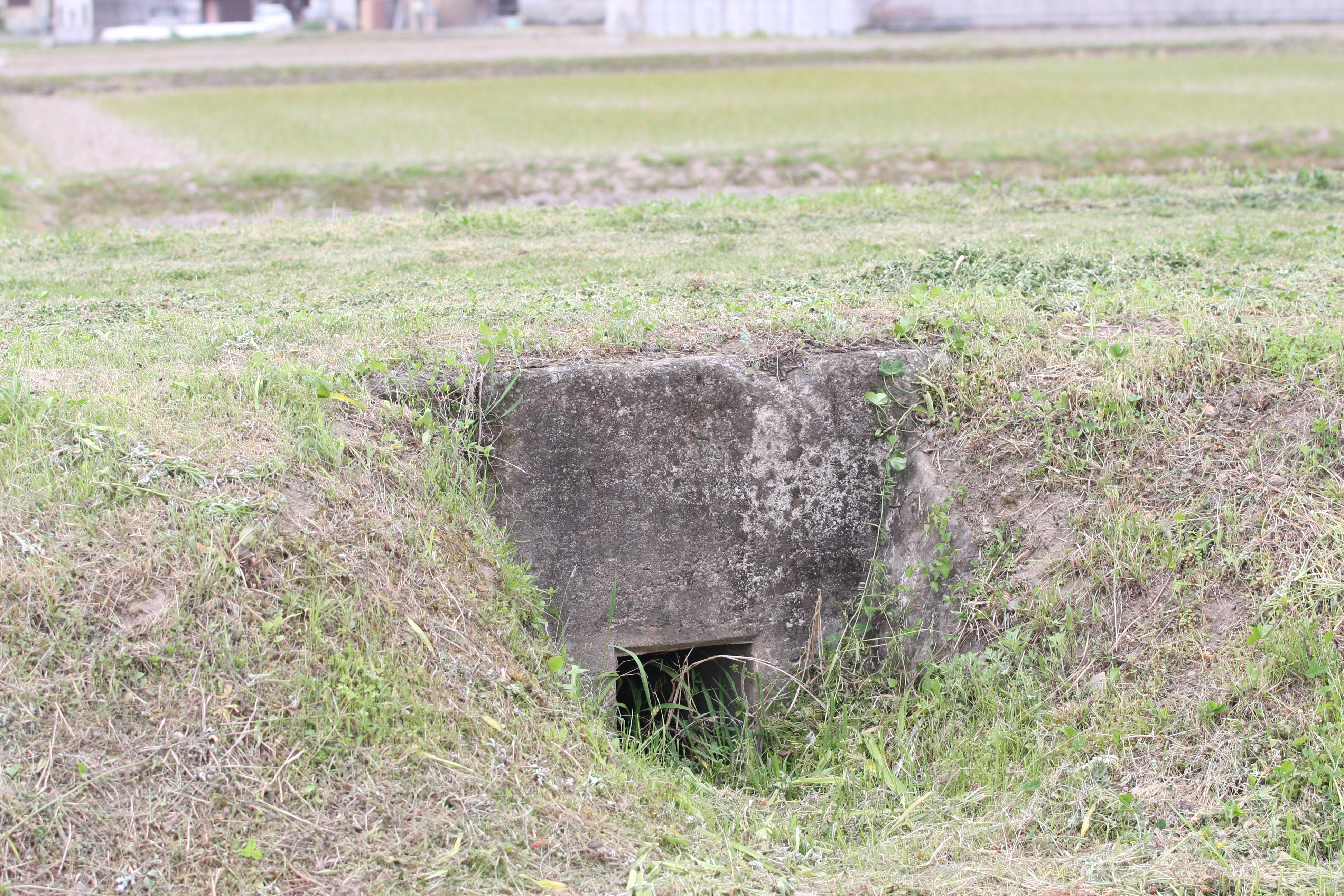
福知山線分岐跡箇所近くの側溝
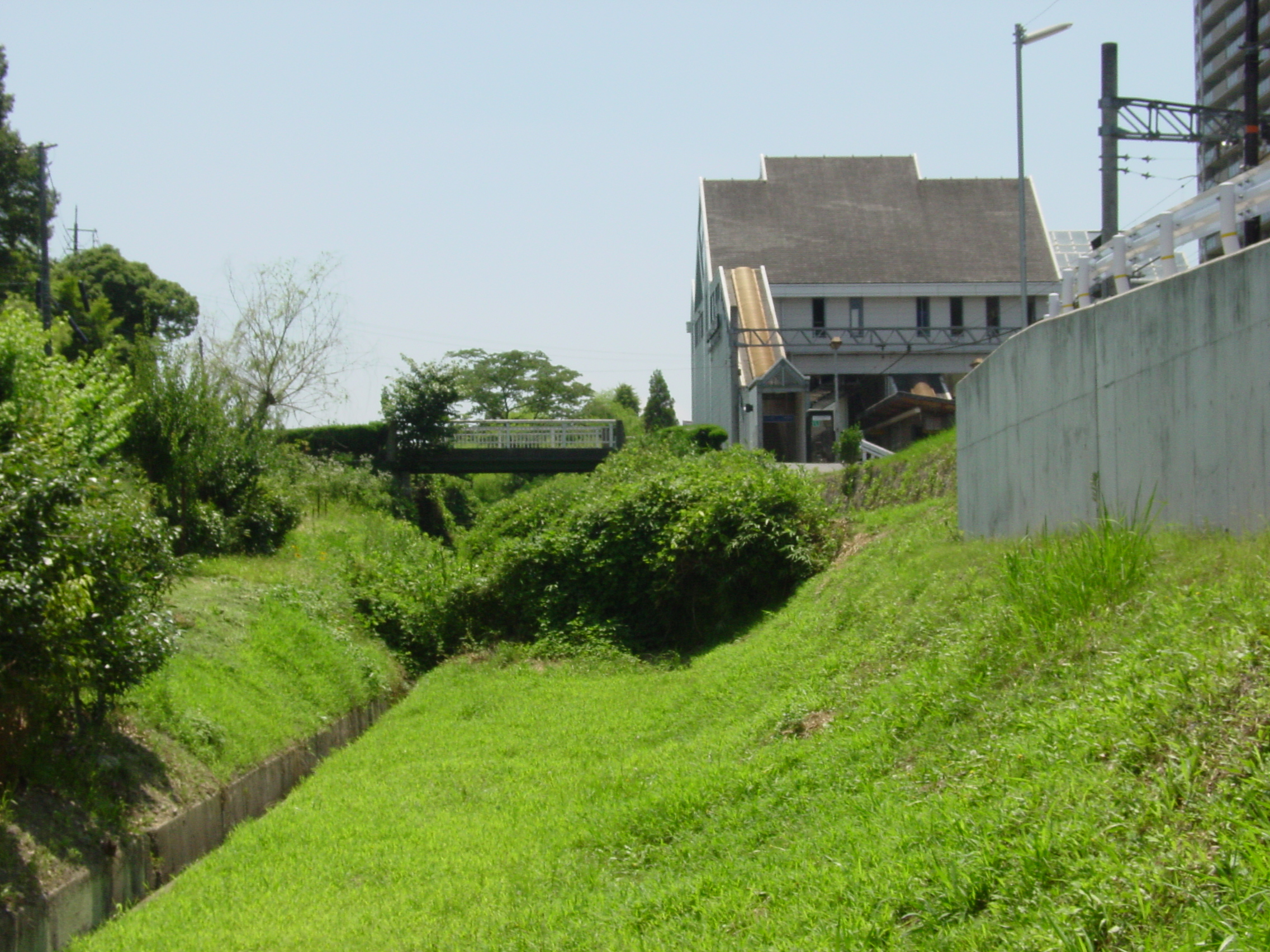
神戸電鉄神鉄道場駅付近に残る掘割
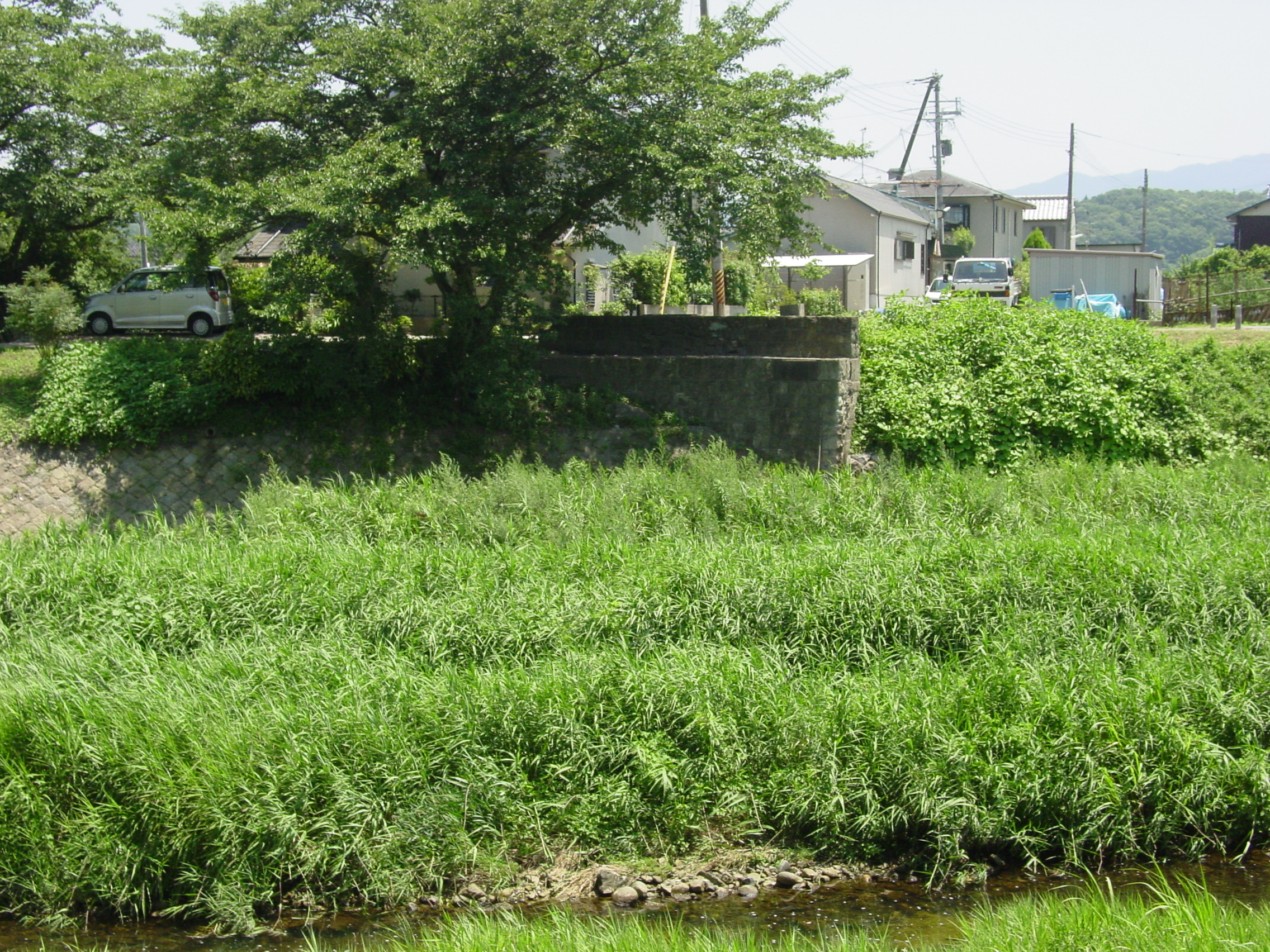
神鉄道場駅付近に残る橋台
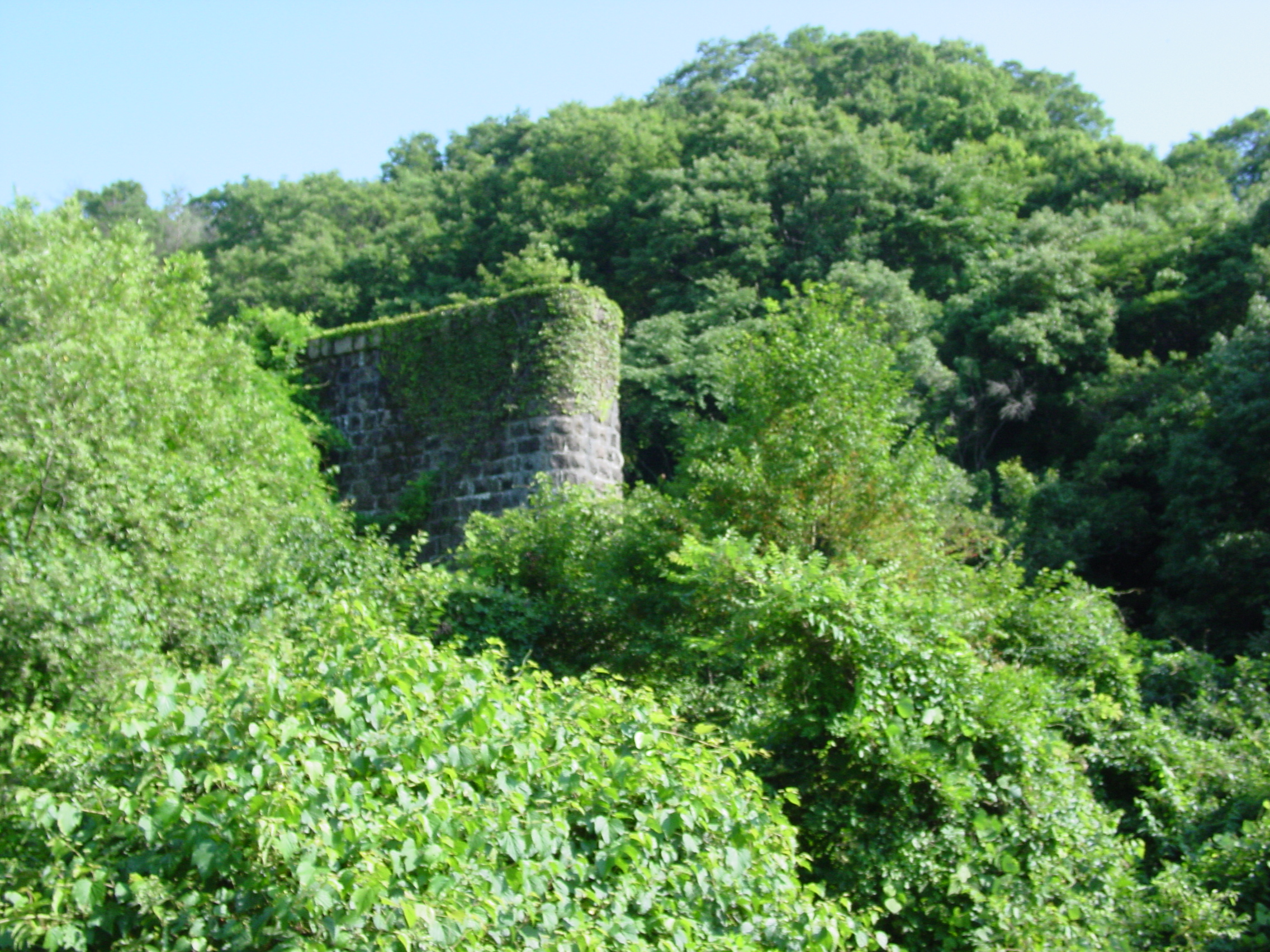
十八丁川を跨いでいた橋梁の橋脚（現存せず）
新道場駅 - 有馬口駅間の築堤　（1991年）
新道場駅 - 有馬口駅間の跨道橋　（1991年）